# 平西古城址
平西古城址，位于中国甘肃省定西市安定区，为一个省级文物保护单位，类型为古遗址。
平西古城址的历史年代为宋、元。